# Grassach (Tittmoning)
Grassach ist ein Gemeindeteil von Tittmoning im oberbayerischen Landkreis Traunstein. Das Dorf liegt circa einen Kilometer westlich von Tittmoning.
Der Gemeindeteil Grassach ist ein verteilter Ortsbereich, der aus mehreren Weilern und Gehöften besteht.

## Baudenkmäler
Siehe: Liste der Baudenkmäler in Grassach